# Avenida José de Lama
La avenida José de Lama es una de las principales avenidas de la ciudad de Sullana. Se extiende de noreste a suroeste en el distrito de Sullana.

## Recorrido
La avenida comienza en el cruce con la avenida 2 de Mayo, cerca al límite con el distrito de Bellavista. Posteriormente, recorre 17 cuadras hasta llegar al cruce con la avenida Santa Julia. Seguidamente, cruza la avenida Marcelino Champagnat después de una cuadra. Finalmente, después de dos cuadras la avenida termina en el óvalo Tallán o Turicami, en la intersección con la carretera Panamericana Norte y la carretera Paita-Sullana, a la altura de la antigua sede de la Universidad Privada San Pedro. Está en proyecto la ampliación de la avenida hasta el centro poblado de Jíbito, en el distrito de Miguel Checa.